# Mictyris brevidactylus
Mictyris brevidactylus is een krabbensoort uit de familie van de Mictyridae. De wetenschappelijke naam van de soort is voor het eerst geldig gepubliceerd in 1858 door Stimpson.